# Červený Dvůr (Krnov)
Červený Dvůr (německy Roter Bau) je osada, lokalita ve městě Krnově. Rozkládá se jihovýchodně od Zadního Cvilínského kopce mezi Petrovým dolem a obcí Úvalno. Osada se rozkládá podél silnice I/57 mezi Zadním Cvilínským kopcem a železniční tratí č. 310 Olomouc - Ostrava. Je součástí části obce Pod Cvilínem a je v katastrálním území Opavské Předměstí.

## Příroda
Osada Červený Dvůr se nachází v Nízkém Jeseníku, nad osadou se tyčí Zadní Cvilínský kopec. Průmyslová zóna Červený Dvůr se nachází v Opavské pahorkatině. Jižní hranici Krnova tvoří Hájnický potok (pravý přítok Opavy) s Horním Hájnickým rybníkem a s Dolním Hájnickým rybníkem.
Dle publikace Vyšší geomorfologické jednotky České republiky je nejvyšším bodem geomorfologického celku Opavská pahorkatina/Płaskowyż Głubczycki vrstevnice 340 m n. m. jihovýchodně od vrchu Hradisko/Přední Cvilínský kopec. Vrch Hradisko/Přední Cvilínský kopec má 441 m n. m. a nachází se 2,5 km jihovýchodně od města Krnov v okrese Bruntál.

## Historie
Poblíž Červeného Dvora je již asi v 19. století zcela zničené pohřebiště kultury lužických popelnicových polí, které zřejmě souvisí s osídlením v prostoru hradiska na Zadním Cvilínském kopci. Z tohoto pohřebiště pochází i vzácný nález bohatě zdobené bronzové pásové zápony, uložené ve Slezském zemském muzeu.

## Památky
- Na Zadním Cvilínském kopci (zvaném též Šelemburk nebo Šelenburk) je zřícenina hradu Cvilína (zvaného též Šelemburk, Šelenburk nebo Lobenštejn).
- Mezi Červeným Dvorem a Úvalnem je hradiště lužické kultury, archeologické naleziště.

## Ekonomika
Průmyslová zóna Krnov-Červený Dvůr se nachází dva kilometry jihovýchodně od centra města směrem na Opavu., Působí zde např. firmy:
- IVG Colbachini CZ s.r.o. (italská společnost; výroba hadic a uzávěrů),
- Maso V+W, s.r.o. (česká společnost; výroba masných výrobků),
- S.T.I. CZ s.r.o. (italská společnost; výroba strojních součástek),
- RAME CZ s.r.o. (italská společnost; produkce dílů k plynovým kotlům),
- ERDRICH Umformtechnik s.r.o. (německá společnost; výroba automobilových dílů),
- ZVOS NOVA spol. s r.o. (velkoobchod a prodej mražených potravin),
- ZVOS spol. s r.o.,
- WIPLAST spol. s r.o. (výroba plastových oken a dveří),
- DEVAP GROUP s.r.o.,
- AGRIMEX Brumovice.